# Орієнте Петролеро
«Оріє́нте Петроле́ро» (ісп. «Oriente Petrolero») — болівійський футбольний клуб із Санта-Крус-де-ла-Сьєрра. Заснований 5 листопада 1955 року.

## Досягнення
- Чемпіон (4): 1979, 1990, 2001, 2006-К, 2010-К

- Володар Копа Аеросур (2): 2003, 2005